# Frank Culbertson
Frank Lee Culbertson Jr. (Charleston, 15 de maio de 1949) é um ex-astronauta e oficial da Marinha dos Estados Unidos.
Culbertson formou-se na tradicional Academia Naval dos Estados Unidos, em Annapolis, e serviu a bordo de uma fragata no Golfo de Tonkin  antes de retornar à base naval de Pensacola, Flórida, para treinamento como piloto de combate e testes. Com a qualificação de aviador naval,em 1973, ele voou em caças F-4 Phantom baseado no Japão, com a tripulação de aviadores do porta-aviões USS Midway.
Em maio de 1981, ele foi selecionado para cursar a Escola de Piloto de Teste Naval dos Estados Unidos. Após a formatura, trabalhou em testes de sistemas de decolagens de porta-aviões e fez treinamentos na marinha em jatos F-14 Tomcat de 1984 até sua seleção para o curso de astronauta-candidato na NASA.

## NASA
Selecionado em maio de 1984, Frank completou o treino básico em junho de 1985. A partir de então, suas funções técnicas se dividiram em fazer parte da equipe técnica que redesenhou o trem de aterrissagem dianteiro, freios e pneus do ônibus espacial e participar da equipe de apoio de lançamento, em Cabo Canaveral, para as missões STS-61-A, STS-61-B, STS-61-C e STS-51-L do programa dos ônibus espaciais.
Outras de suas funções como astronauta em terra foram a de CAPCOM - comunicador de vôo com a tripulação - de sete missões espaciais e chefe do programa espacial Mir-NASA em 1995, responsável por uma equipe multinacional que realizou nove missões de acoplamento de ônibus espaciais com a estação orbital russa.

### Vôos espaciais
Culbertson foi ao espaço três vezes, a primeira delas em novembro de 1990, na missão STS-38 da Atlantis, uma missão de cinco dias na qual a tripulação realizou operações e experiências para o Departamento de Defesa dos Estados Unidos.
Em setembro de 1993, subiu novamente na missão STS-51 da Discovery, que colocou em órbita dois satélites com experimentos alemães e conduziu avaliações de métodos e ferramentas de reparo para o telescópio espacial Hubble.
Em sua última missão espacial, Culbertson passou 129 dias contínuos em órbita, como comandante da Expedição 3 à Estação Espacial Internacional. Lançado em 10 de agosto de 2001, na STS-105 Discovery, ele comandou por 117 dias a equipe da expedição - composta dele e dos cosmonautas russos Mikhail Tyurin e Vladimir Dezhurov - em pesquisas pioneiras na microgravidade e realizou cinco horas de atividades extraveiculares. Era o único norte-americano no espaço durante os ataques de 11 de setembro nos Estados Unidos. Ele registrou o evento a partir da Estação Espacial, mais tarde descobrindo que o piloto do avião que atingiu o Pentágono era Charles Burlingame, um colega da Academia Naval.